# Cermatobius longicornis
Cermatobius longicornis är en mångfotingart som först beskrevs av Masatoshi Takakuwa 1939.  Cermatobius longicornis ingår i släktet Cermatobius och familjen fåögonkrypare.
Artens utbredningsområde är Taiwan. Inga underarter finns listade i Catalogue of Life.